# Kojak (nyalóka)
A Kojak a mezőberényi Sweet Food Kft. által gyártott nyalóka, mely a népszerű Kojak televíziós sorozat főszereplőjéről kapta a nevét. A termék vaníliás ízű nyalóka, melyet csokoládé borít, de kapható csokoládés ízben, fehér csokoládéval borítva, rózsaszín színben epres-joghurtos ízben, valamint 2018 óta különféle gyógynövényes változatban is. A termék gluténmentes.

## Története
A nyalókát 1965 óta gyártják Békés megyében az eredeti recept szerint, az évtizedek alatt csak a vállalatnevek változtak. Eredetileg nem ezen a néven forgalmazták, hiszen a Kojak című sorozatot csak 1973-ban kezdték vetíteni. Eredetileg az állami Hungaro-Nektár gyártotta, mely a rendszerváltást követően MediSweet Kft. néven alakult újra. 1997-től az ebből kivált Sweet-Food Kft. gyártotta a terméket változatlan receptúrával. A gyár egy műszakban 22 000 darab nyalókát volt képes készíteni. 2019-től a Retro-Csoki 2008 Kft. vette át a gyártását.

## Nevének eredete
A nyalóka onnan kapta a fantázianevét, hogy a Kojak című bűnügyi filmsorozatban a címszereplőt, egy tar kopasz fejű, flegma modorú, viszont rendkívül magabiztos nyomozótisztet alakító Telly Savalas a forgatás alatt szinte mindvégig hasonló nyalókát szopogatott, részben azért, mert le akart szokni a dohányzásról, részint azért, hogy ezzel is erősítse az általa megformált karakter flegmaságát, lezserségét. A fantázianév 1997-től lett hivatalosan is a termék neve.

## Készítési folyamata
A nyalókát cukrászok készítik az üzemben, először magas hőmérsékletre főzik fel a cukoroldatot, melyet keményre felvert, előre ízesített tojásfehérjehabhoz kevernek és egyneműsítik. Innen az úgynevezett hidegasztalra kerül a massza, ahol lehűl. A formázható állagúra hűlt masszát a melegasztalra helyezik, kézzel hajtogatják, majd géppel sodorják és formázzák. A pálcika behelyezését követően a terméket hideg levegővel hűtik, majd a csokoládémártó szalagra kerül, ahol hűtőalagútban dermed a nyalókára a csokoládéréteg. A csomagolás előtt is hűtik a terméket.
A gyártósor 1936-ban, Drezdában készült és az egész világon csak két példány létezik belőle, a másikat Spanyolországban használják. Kezdetek óta ezen a gyártósoron készül a nyalóka.